# Dryopteris chinensis
Dryopteris chinensis är en träjonväxtart som först beskrevs av Bak., och fick sitt nu gällande namn av Gen'ichi Koidzumi. Dryopteris chinensis ingår i släktet Dryopteris och familjen Dryopteridaceae. Inga underarter finns listade.